# Барашевское сельское поселение
Барашевское се́льское поселе́ние — муниципальное образование в Теньгушевском районе Мордовии Российской Федерации.
Административный центр — посёлок Барашево.

## История
Статус и границы сельского поселения установлены Законом Республики Мордовия от 28 декабря 2004 года № 123-З «Об установлении границ муниципальных образований Теньгушевского района, муниципального образования Старошайговский район и наделении их статусом сельского поселения и муниципального района».
В 2014 году Хлебинское сельское поселение включено в состав Барашевского сельского поселения.

## Население
| 2002  | 2010  | 2012  | 2013  | 2014  | 2015  | 2016  |
| ----- | ----- | ----- | ----- | ----- | ----- | ----- |
| 3736  | ↘2777 | ↘2726 | ↘2690 | ↘2663 | ↗2898 | ↘2857 |
| 2017  | 2018  | 2019  | 2020  | 2021  |       |       |
| ↘2770 | ↘2718 | ↘2673 | ↘2635 | ↘2141 |       |       |

## Состав сельского поселения
| № | Населённый пункт | Тип населённого пункта          | Население |
| - | ---------------- | ------------------------------- | --------- |
| 1 | Барашево         | посёлок, административный центр | ↘2663     |
| 2 | Белорамино       | деревня                         | ↘9        |
| 3 | Ивановка         | деревня                         | ↘24       |
| 4 | Клемещей         | деревня                         | ↘48       |
| 5 | Хлебино          | село                            | ↗228      |